# Kaap Gata
Kaap Gata (Grieks: Κάβο Γάτα, ‘Kattenkaap’; Turks: Doğan Burnu, ‘Valkenkaap’) is de zuidoostelijkste landtong van het schiereiland Akrotiri op het mediterrane eiland Cyprus. De kaap vormt tevens de zuidelijkste punt van het eiland. Kaap Gata is onderdeel van de Britse overzeese gebiedsdelen Akrotiri en Dhekelia. Doordat Kaap Gata onder Britse controle staat is dit niet de zuidelijkste locatie van de Republiek Cyprus, dit punt ligt op de grens met gebiedsdeel Akrotiri op 34° 39’ NB.